# 莫里斯·卡诺
莫里斯·卡诺（英語：Maurice Karnaugh；/ˈkɑːrnɔːf/，1924年10月4日—2022年11月8日），美国物理学家和数学家，因发现了逻辑代数中卡诺图的应用而知名。

## 生平
莫里斯·卡诺于1944年至1948年在纽约市立学院研究数学和物理学，后在耶鲁大学完成了他的学士学位（1949年）和硕士学位（1950年），并于1952年发表论文《The Theory of Magnetic Resonance and Lambda-Type Doubling in Nitric-Oxide》，完成了博士学位。
卡诺在1952年至1966年在贝尔实验室工作，于1954年发现了卡诺图的方法，也获得了PCM编码和磁路逻辑电路编码的专利。后于1966年至1970年在IBM位于盖瑟斯堡的联邦系统分部工作，在1970年至1989年加入，研究多级互连网络的。
卡诺于1976年被任命为电气电子工程师学会院士，在1980年至1999年期间年于纽约大学理工学院（现纽约大学坦登工程学院）威彻斯特校区兼任要职。

## 家庭
卡诺和林恩·布兰克·威尔于1970结婚，有两个儿子，罗伯特和保罗。